# Clara Brett Martin
Clara Brett Martin (Toronto, 25 gennaio 1874 – Toronto, 30 ottobre 1923) è stata un'avvocata canadese, la prima donna ad esercitare la professione nell'Impero britannico.

## Biografia
Clara Brett Martin nacque nel 1874 a Toronto da Abram e Elizabeth Martin, appartenenti ad una famiglia benestante di agricoltori di origine irlandese di religione anglicana. Frequentò l'università come tutti i suoi undici fratelli e nel 1888 si iscrisse al Trinity College di Toronto e nel 1890, all'età di 16 anni, si laureò in matematica.
Nel maggio 1891 presentò una petizione alla Law Society dell'Alto Canada chiedendo di poter essere ammessa come studentessa, requisito necessario per poter svolgere un praticantato, frequentare le lezioni e sostenere gli esami necessari per ricevere il certificato di idoneità per esercitare come avvocato. La sua petizione fu respinta dopo un controverso dibattito nel quale il comitato speciale incaricato di esaminare la pratica, presieduto da Samuel Blake, interpretò lo statuto della Law Society stabilendo che solo gli uomini potevano essere ammessi ad esercitare la professione di avvocato.
L'editore e politico William Douglas Balfour presentò quindi un disegno di legge secondo cui la parola "persona" all'interno dello statuto della Law Society dovesse essere interpretata per includere sia uomini che donne. La proposta fu sostenuta da alcune donne di spicco dell'epoca, come Emily Stowe, prima donna ad esercitare la professione di medico in Canada e paladina dei suffragio femminile, e l'attivista per i diritti femminili Isabel Marjoribanks, e dal primo ministro dell'Ontario Oliver Mowat e divenne legge il 13 aprile 1892, permettendo da quel momento l'ammissione delle donne alla professione di avvocato.
Una nuova petizione di Clara Brett Martin alla Law Society venne quindi accolta, fu iscritta come studentessa il 26 giugno 1893  e nel 1897 Martin ottenne il Bachelor of Civil Law dal Trinity College di Toronto, diventando la prima donna ad esercitare come avvocato nell'Impero britannico, associandosi allo studio Messrs. Shilton & Wallbridge. Nel 1899 fu inoltre la prima donna ad ottenere il Bachelor of Laws dall'Università di Toronto.
Nel 1989 fu annunciato che la nuova sede del procuratore generale dell'Ontario sarebbe stata dedicata a lei, ma l'anno successivo tale onore fu revocato dopo la scoperta di una lettera antisemita scritta da Martin nel 1915.

## Nella cultura di massa
Clara Brett Martin appare nell'episodio On the Waterfront (seconda parte) dell'ottava stagione della serie televisiva canadese I misteri di Murdoch, nella quale assiste alcune donne sotto processo per aver manifestato a favore del suffragio femminile.